# Molophilus dirhabdus
Molophilus dirhabdus là một loài ruồi trong họ Limoniidae. Chúng phân bố ở vùng Tân nhiệt đới.